# Refrigerium

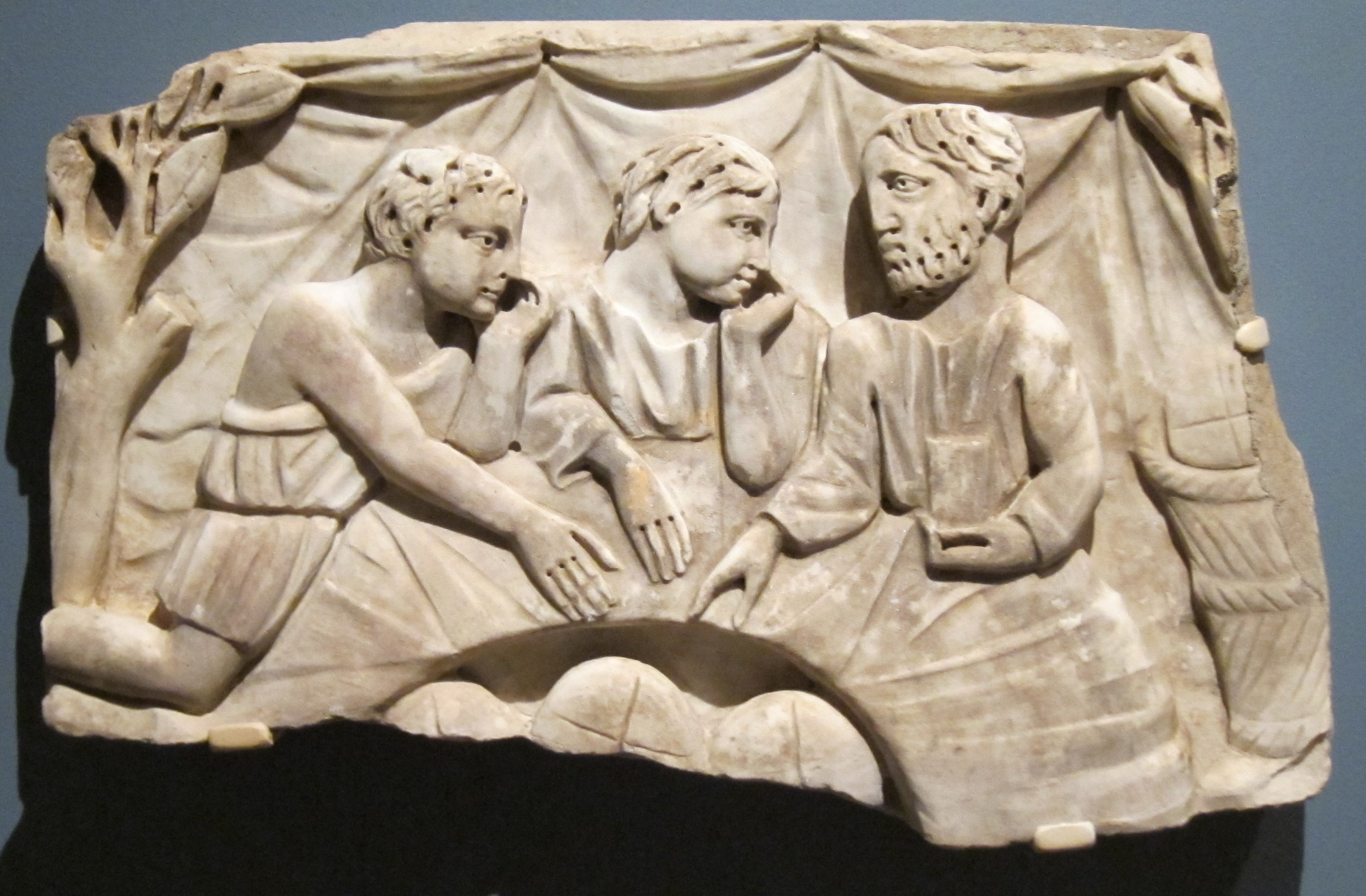
Rilievo marmoreo che mostra un refrigerium (pasto commemorativo annuale per i morti) proveniente dalle vicinanze di Ankara, Turchia, III secolo d.C., Honolulu Museum of Art

Refrigerium è una parola latina traducibile in "rinfresco". Nell'antica Roma, la parola si riferiva specificamente a un pasto commemorativo per i morti consumato in un cimitero.
Questi pasti si tenevano il giorno della sepoltura, poi di nuovo il nono giorno dopo il funerale e successivamente ogni anno. I primi cristiani continuarono il rituale del refrigerium, portando cibo nelle tombe e catacombe in onore dei martiri cristiani, nonché dei parenti.
Il teologo paleocristiano Tertulliano usò il termine refrigerium interim per descrivere lo stato felice in cui le anime dei beati si rinfrescano nell'attesa del Giudizio universale e del loro definitivo ingresso in cielo.
Scrittori cristiani successivi si riferirono a un simile stato di grazia provvisorio come il "Seno di Abramo" (un termine tratto da Luca 16:22, 23). Le nozioni di refrigerium di Tertulliano erano parte di un dibattito sul fatto che le anime dei morti dovessero attendere la fine dei tempi e il giudizio finale prima di entrare in Paradiso o all'Inferno, o se, d'altra parte, a ciascuna anima fosse assegnato il suo posto nell'eterno aldilà subito dopo la morte (vedi giudizio particolare).